# Chiesa polacco-cattolica
La Chiesa polacco-cattolica ((PL)  Kościół Polskokatolicki w RP) è una Chiesa vetero-cattolica legalmente operante sul territorio polacco, membro dell'Unione di Utrecht delle Chiese vetero-cattoliche, del Consiglio Mondiale delle Chiese, della Conferenza delle Chiese Europee e del Consiglio Ecumenico di Polonia. L'organo della comunità è il giornale "Rodzina". Il capo della chiesa è il vescovo Wiktor Wysoczański. La Chiesa non fa parte della Chiesa cattolica romana e non è in comunione con il Papa.

## Storia
La Chiesa polacco-cattolica, denominata fino al 1951 Chiesa cattolica nazionale polacca, ha origine nell'ultimo decennio del XIX secolo. Il motivo scatenante furono le proteste dei cattolici polacchi immigrati negli Stati Uniti d'America contro la tendenza della Chiesa cattolica romana a nominare parroci sacerdoti di origine prevalentemente tedesca o irlandese. In un memoriale presentato al Vaticano nel 1898 i fedeli chiedevano, come condizioni preliminari per la nomina a parroco, la conoscenza della situazione finanziaria della parrocchia, la capacità di usare per la liturgia la lingua polacca e l'impegno a seguire e formare i sacerdoti di origine polacca. Le richieste elencate nel memoriale non furono però accettate e a Scranton in Pennsylvania sorse così la prima parrocchia indipendente, evento che viene considerato l'atto fondativo della Chiesa cattolica nazionale polacca. La nuova Chiesa, dopo la consacrazione di Franciszek Hodur a vescovo nel 1907, divenne un membro dell'Unione di Utrecht.
In questa fase iniziale, lo slogan principale del programma sociale e religioso della nuova chiesa era "Servire la Patria", con un esplicito riferimento al sostegno per la riconquista dell'indipendenza della Polonia, sentimento patriottico molto diffuso tra gli immigrati polacchi. In base a questa impostazione, il vescovo Hodur si rese conto della necessità di stabilire contatti e mantenere legami con la madrepatria e non appena la Polonia riconquistò la sua indipendenza nel 1918, al termine della Prima guerra mondiale, fece in modo di estendere anche al territorio polacco la presenza della Chiesa. Questa espansione incontrò tuttavia notevoli difficoltà per la mancanza di un riconoscimento legale formale, che venne acquisito pienamente solo nel febbraio del 1946 tramite il ministero della pubblica amministrazione, nonostante il governo comunista polacco, insediatosi l'anno precedente, mantenesse una certa diffidenza, per il fatto che il vescovo Hodur era cittadino statunitense.
Nell'autunno del 1951, sotto la pressione delle autorità comuniste e in seguito all'arresto del vescovo Józef Padewski e di padre Edward Narbutt-Narbuttowicz, il ramo polacco della Chiesa proclamò la sua indipendenza dal ramo americano cambiando anche la denominazione in "Chiesa polacco-cattolica". Nuovo leader fu nominato padre Józef Dobrochowski che, in stretta collaborazione con padre Eugeniusz Kriegelewicz, seguì gli ordini delle autorità comuniste che in questo modo avevano il controllo totale della Chiesa: infatti la nomina e la revoca dei vescovi, la gestione del personale e il finanziamento delle opere erano tutte a carico dell'amministrazione dello stato.
Tra le funzioni della nuova chiesa era prevista l'organizzazione di messe per la celebrazione della festa del 22 luglio, anniversario della proclamazione della Costituzione polacca del 1952, e l'invio di lettere di congratulazioni alle autorità in occasione delle altre ricorrenze.
Dopo la caduta dei regimi comunisti, il Parlamento polacco ridefinì lo status giuridico della Chiesa con una legge approvata il 30 giugno 1995 che regola i rapporti reciproci tra lo Stato e la Chiesa polacco-cattolica della Repubblica di Polonia (Dz. U. Nr 97, poz. 482).
Il 26 maggio 2000, la Chiesa polacco-cattolica e la Chiesa cattolica della Polonia stabilirono un patto congiunto di reciproco rispetto e cooperazione.

## Principi teologici, culto e liturgia
In base ai suoi principi attuali, la Chiesa polacco-cattolica dichiara come verità di fede e di morale i principi enunciati nella Bibbia e riconosce come validi i simboli di fede e le conclusioni stabilite nei sette concili ecumenici del primo millennio.
Il peccato viene considerato come un atto volontario e intenzionale di rottura dell'alleanza con Dio e di violazione dei comandamenti. Vengono riconosciuti come peccati capitali gli stessi peccati stabiliti dal culto cattolico romano (superbia, invidia, lussuria, ira, avarizia, accidia e gola).
Il peccato può essere assolto da un sacerdote tramite il sacramento della Riconciliazione (la confessione), a patto che il peccatore sia sinceramente pentito, sia totalmente sincero con il confessore, sia consapevole della necessità di riflettere sulle proprie azioni al fine di migliorare il proprio comportamento futuro e sia disposto a risarcire Dio e il prossimo tramite la penitenza stabilita dal confessore.
La Chiesa polacco-cattolica prevede due forme di confessione: quella individuale, diretta tra il fedele e il suo confessore, e quella comunitaria di fronte all'altare, che può esercitarsi sia come cerimonia a sé stante che nell'ambito della messa nella parte denominata "regola della Penitenza". È stabilito per precetto che la confessione individuale sia obbligatoria per i bambini e per i giovani al di sotto dei 18 anni di età, mentre per gli adulti è raccomandata ogni volta in cui se ne senta il bisogno.
Il culto e la liturgia non si discostano di molto da quelli della Chiesa cattolica romana: la Santissima Trinità viene concepita come divinità unitaria ed è molto forte la venerazione di Maria Madre di Dio, che occupa un ruolo speciale. Vengono venerati anche gli apostoli, le creature angeliche, i martiri e i santi, questi ultimi concepiti come agenti inviati da Dio tra gli uomini.
Il punto centrale della liturgia è la messa intesa come celebrazione del sacrificio di Cristo Redentore.

## Clero

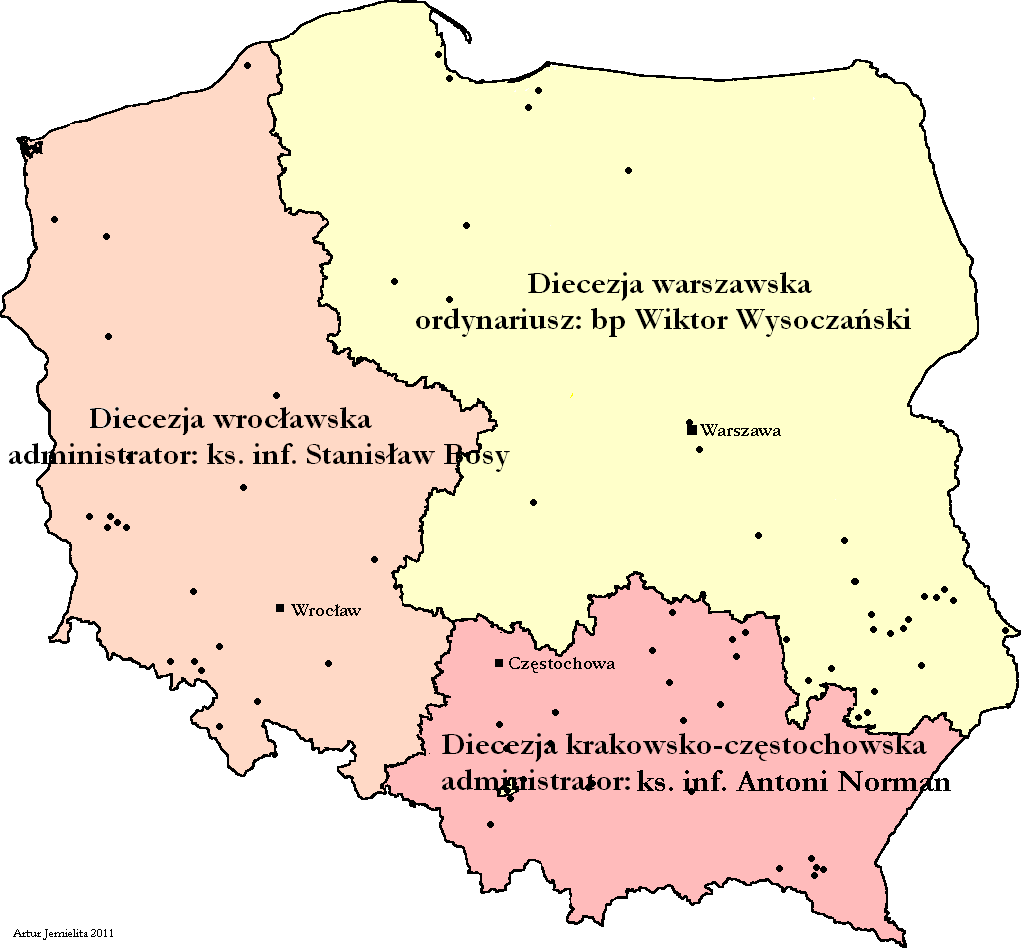
Diocesi della Chiesa: Cracovia-Częstochowa (rosso), Varsavia (giallo), Breslavia (arancione)

Nel 2009 la Chiesa polacco-cattolica comprendeva 80 parrocchie con 111 sacerdoti. Un sacerdote deve essere di sesso maschile, laureato all'Accademia di Teologia Cristiana di Varsavia, specializzato in teologia cattolica e aver frequentato il Seminario Maggiore della Chiesa polacco-cattolica a Varsavia. I candidati devono inoltre avere l'approvazione da parte delle autorità della Chiesa. Diversamente dalla sua chiesa madre negli Stati Uniti, i membri del clero della Chiesa polacco-cattolica sono tenuti al celibato.
Tutti i candidati al ruolo di vescovo devono essere ordinati all'episcopato da almeno tre vescovi membri della Conferenza episcopale vetero-cattolica internazionale dell'Unione di Utrecht. Il capo della Chiesa, è un vescovo selezionato dal Sinodo Nazionale.

### Vescovi e amministratori

#### Elenco dei superiori della Chiesa polacco-cattolica
- 1951 - 1957 - Collegio episcopale (Eugeniusz Kriegelewicz e Julian Pękala)
- 1957 - 1958 - vescovo Julian Pękala (1904-1977)
- 1959 - 1965 - vescovo Maksymilian Rode (1911-1999)
- 1965 - 1975 - vescovo Julian Pękala (1904-1977)
- 1975 - 1994 - vescovo Tadeusz Majewski (1926-2002)
- 1995 - 2023 vescovo Wiktor Wysoczański (1939-2023)
- dal 2023 vescovo Andrzej Gontarek (nato nel 1970)

#### Vescovi e amministratori di Breslavia
- 1960 - 1963 - vicario Józef Osmólski
- 1963 - 1965 - vescovo Julian Pękala
- 1966 - 1968 - vescovo Franciszek Koc
- 1971 - 1977 - amministratore diocesano Walerian Kierzkowski
- 1978 - 1979 -  amministratore diocesano Antoni Pietrzyk
- 1974 - 2004 - vescovo Wiesław Skołucki
  - 1987 - 2003 - vescovo Zygmunt Koralewski (suffraganeo)
- 2004 - 2023 - amministratore diocesano Stanisław Bosy (non vescovo)
- dal 2023 - vescovo Stanisław Bosy

#### Vescovi e amministratori di Cracovia-Częstochowa
- 1960 – 1962 - vicario Edward Narbutt-Narbuttowicz (non vescovo)
- 1962 – 1966 - vicario Tadeusz Majewski
- 1966 - 1978 - amministratore diocesano Benedykt Sęk (non vescovo)
- 1978 - 1986 - amministratore diocesano Antoni Pietrzyk (non vescovo)
- 1986 - 2003 - vescovo Jerzy Szotmiller
- giugno 2004 - marzo 2005 - amministratore diocesano Kazimierz Fonfara (non vescovo)
- 2005-2011 - amministratore diocesano Jerzy Szotmiller (vescovo)
- 2011-2023 - amministratore diocesano Antoni Norman (non vescovo)
- dal 2023 - vescovo Antoni Norman

#### Vescovi e amministratori di Varsavia
- 1961 - 1965 - amministratore diocesano Antoni Naumczyk
- 1966 - 1996 - vescovo Tadeusz Majewski
- 1996 - 2023 - vescovo Wiktor Wysoczański
- dal 2023 vescovo Andrzej Gontarek

## Diocesi della Chiesa polacco-cattolica
| Diocesi                                    | Vescovo                            | Cattedrale                                         | Fedeli  | Parrocchie | Clero |
| ------------------------------------------ | ---------------------------------- | -------------------------------------------------- | ------- | ---------- | ----- |
| Cracovia-Częstochowa (la sede è a Bukowno) | Vescovo Antoni Norman              | Nostra Signora Regina degli Apostoli (Częstochowa) | ~ 5 100 | 25         | 23    |
| Varsavia                                   | Vescovo superiore Andrzej Gontarek | Spirito Santo (Varsavia)                           | ~ 9 900 | 32         | 34    |
| Breslavia (la sede è a Stettino)           | Vescovo Stanisław Bosy             | Santa Maria Maddalena (Breslavia)                  | ~ 4 300 | 22         | 24    |

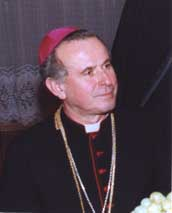
Il superiore della Chiesa polacco-cattolica, Wiktor Wysoczański
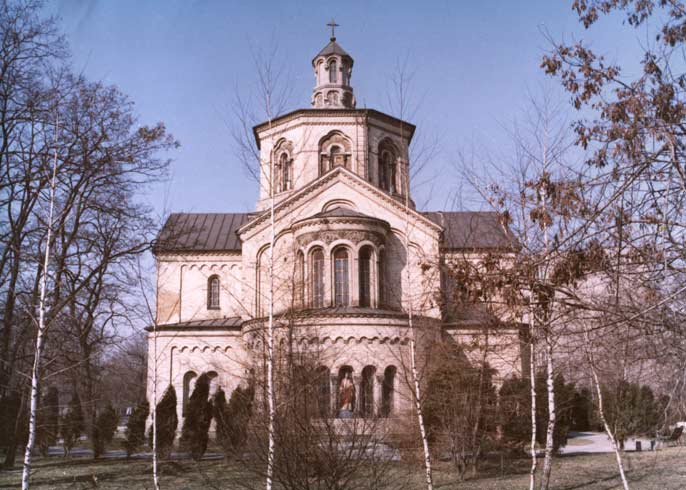
La Cattedrale dello Spirito Santo di Varsavia
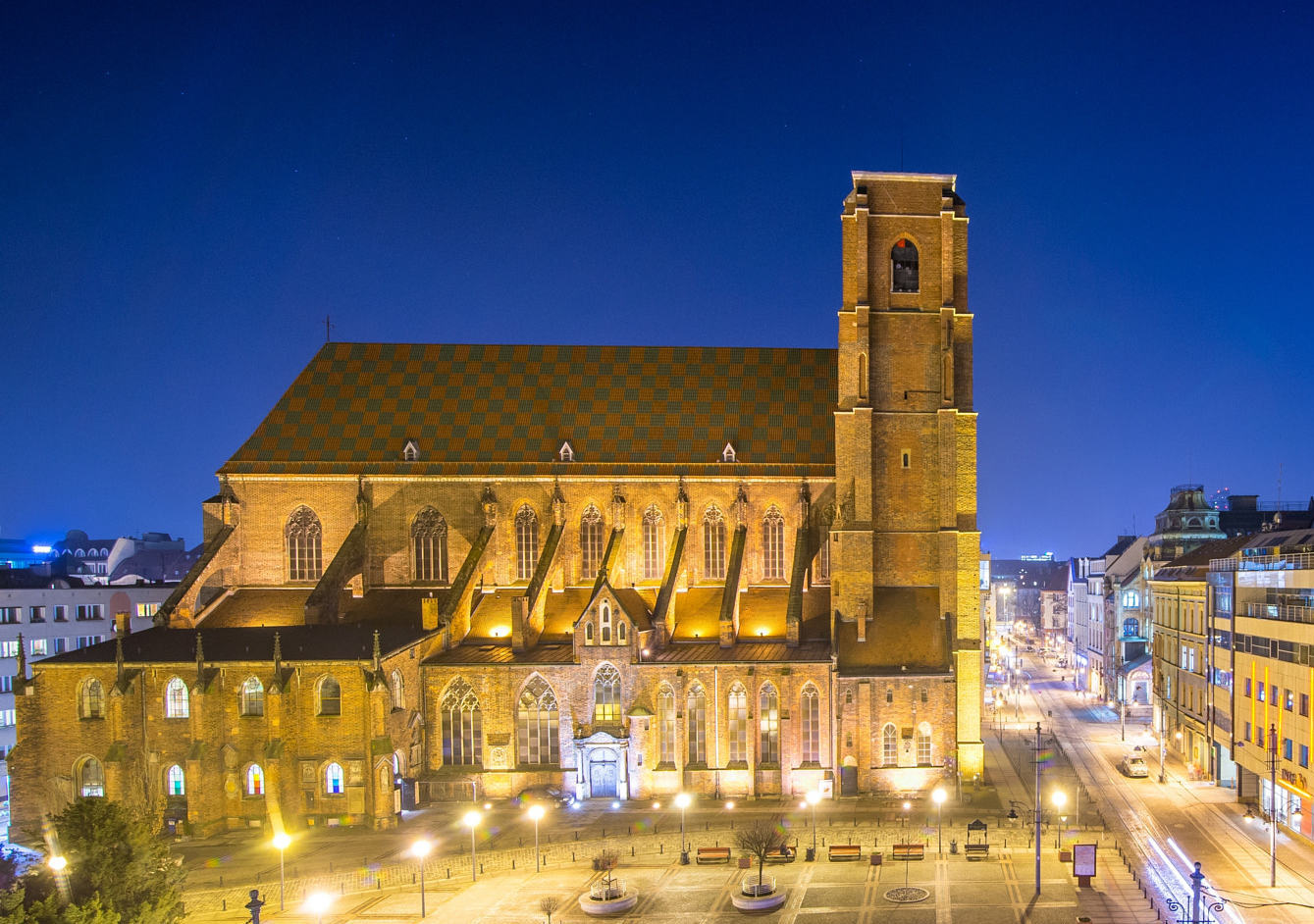
La Cattedrale di Santa Maria Maddalena di Breslavia
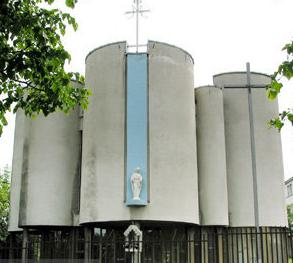
Cattedrale di Maria Madre di Dio e Regina degli Apostoli (Częstochowa)